# Symphoricarpos mollis
Symphoricarpos mollis är en kaprifolväxtart som beskrevs av Thomas Nuttall, John Torrey och Gray. Symphoricarpos mollis ingår i släktet snöbärssläktet, och familjen kaprifolväxter. Inga underarter finns listade i Catalogue of Life.

## Bildgalleri

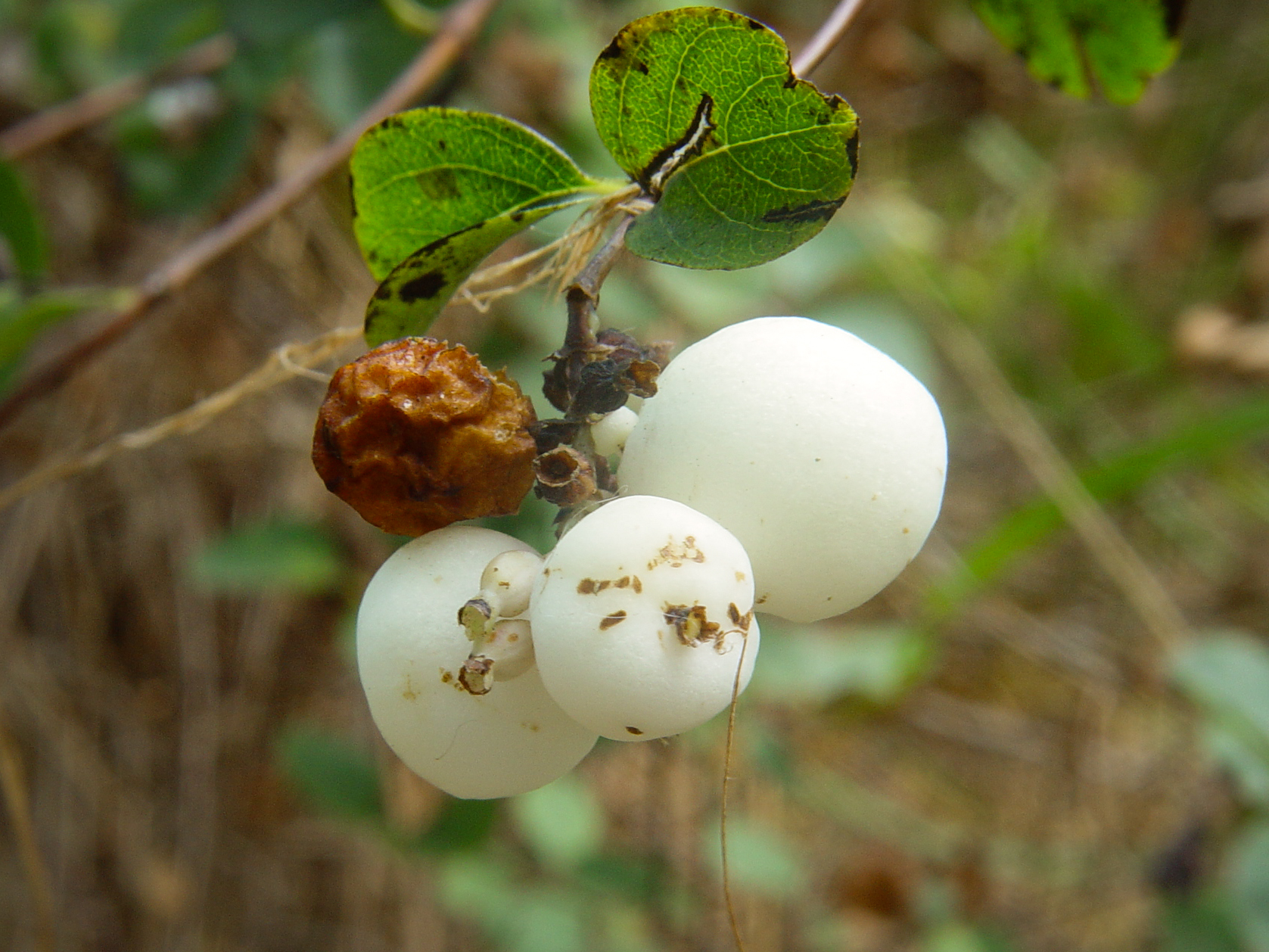
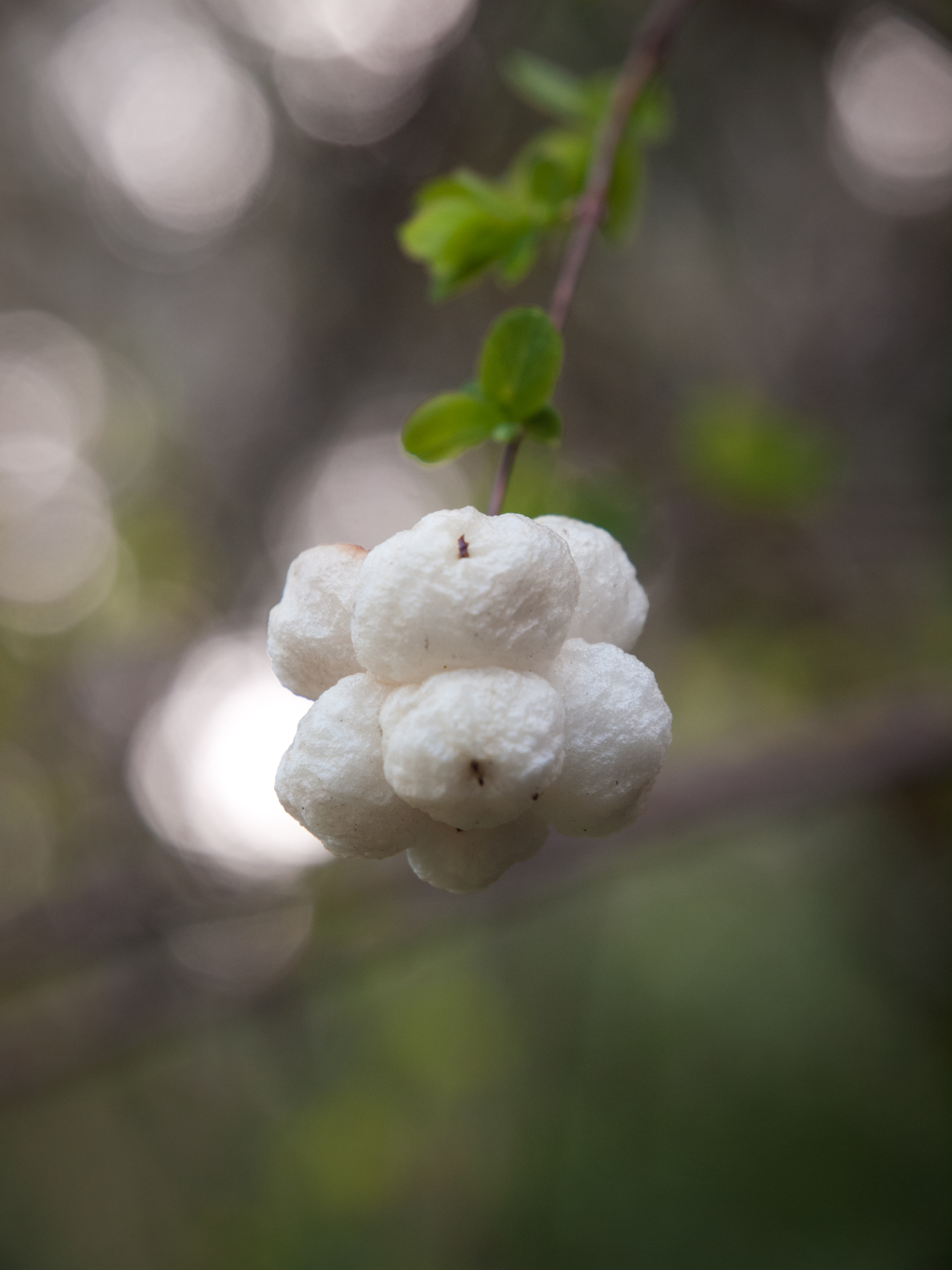